# الکساندر علیف
اُلکساندر الکساندرویچ علیف (اوکراینی: Олександр Олександрович Алієв؛ زادهٔ ۳ فوریهٔ ۱۹۸۵) بازیکن فوتبال اهل کشور اوکراین با اصلیت آذربایجانی است.
وی سابقه ۲۸ بازی ملی برای تیم ملی فوتبال اوکراین در کارنامه دارد، همچنین پست تخصصی او هافبک است.